# Woodchuck Lodge

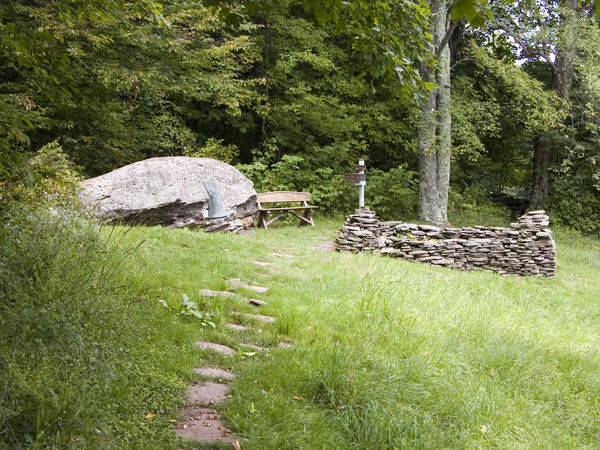
Rots en begraafplaats van John Burroughs nabij Woodchuck Lodge

Woodchuck Lodge, nu ook bekend als de John Burroughs Memorial State Historic Site, was het zomerhuisje van de Amerikaanse schrijver en natuurvorser John Burroughs in Roxbury (New York), Burroughs' geboorteplaats, in het Catskillgebergte. Burroughs ligt er begraven aan de voet van een rots waar hij als kind vaak speelde. Vanop de begraafplaats heeft men een panoramisch zicht op de bergen.
In 1962 werd Woodchuck Lodge een National Historic Landmark gemaakt.